# Petenaea
Petenaea cordata es una especie de plantas de la familia Petenaeaceae. Se encuentra en el norte de América Central. Se describió por primera vez en Elaeocarpaceae y luego se ubicó en Tiliaceae, pero la mayoría de los autores no han estado seguros de sus afinidades familiares. Fue considerado un taxón incertae sedis en la clasificación del Grupo de Filogenia de Angiospermas (APG III). Los análisis moleculares basados en una colección reciente de Guatemala indican una relación de grupo hermano distante y débilmente sustentada con el género africano Gerrardina (Gerrardinaceae; Huerteales). Como no existen sinapomorfias obvias para Gerrardina y Petenaea, se propuso la nueva familia monogenérica Petenaeaceae. El orden polimórfico Huerteales ahora comprende cuatro pequeñas familias: Dipentodontaceae, Gerrardinaceae, Petenaeaceae y Tapisciaceae. Petenaea cordata es la única especie del género Petenaea.

## Descripción
Árboles a c. 10 m, o grandes arbustos. Tallos a menudo teñidos de rojo, vellosos-tomentosos. Las hojas minutamente estipuladas; pecíolos de 5–11 cm, vellosos densamente cortos, rojos; láminas 8.5-15.5 × 6.5-14.5 cm, cartáceas, densamente vellosas en la parte inferior, glabrescentes en la parte superior, volviéndose rojas con la edad, palmadamente nervadas en la base con 5-7 nervaduras primarias, la nervadura secundaria reticulada, la base ampliamente cordada, los márgenes minuciosamente denticulados, los ápices agudos a ampliamente corto-acuminados. Estípulas diminutas, luego caducas. Inflorescencias axilares, cimosas, pedunculadas a lo largo, rosadas, las ramas vellosas-tomentosas; pedicelos de 5–12 mm, rosados. Flores con los sépalos c. 4 mm, valvados, lanceoladas, atenuados desde la base hasta el ápice, reflejas, de color rosa rojizo, la base con 2-3 glándulas obovoides subsésiles y densamente vellosas con pelos c. 2 mm, moniliforme, rosa; pétalos ausentes; disco anular, glandular; estambres 8-12, glabros, las anteras amarillas, abriendo por una hendidura apical en forma de poro; ovario superior, sésil, tomentoso; estilo esbelto; estigma discoide. Baya de 6 a 12 mm, superficialmente con 4 a 5 lóbulos, de ovoide a subglobosa, carnosa, dulce, escasamente pubescente; semillas numerosas, c. 1 mm, oblongo-piramidal o irregular. Florece y fructifica continuamente.

## Distribución
Endémica del norte de Mesoamérica, México (Chiapas, Tabasco), Belice, Guatemala (Petén).